# Góry Wrszackie
Góry Wrszackie (serb. Вршачке планине, Вршачки брег – Vršačke planine, Vršački breg, rum. Munții Vârșeț, Dealurile Vârșețului) – pasmo gór niskich w południowej części Kotliny Panońskiej, należące do panońskich gór wyspowych (niekiedy zaliczane do Karpat). Leżą na granicy serbskiej i rumuńskiej części Banatu, na wschód od miasta Vršac. Pasmo ma 19 km długości i kształt łuku  z największą częścią centralną i odgałęzieniami na północ i południe. Powierzchnia Gór Wrszackich wynosi 170 km² (122 km² w Serbii, 48 km² w Rumunii). 
Najwyższe wzniesienie Gór Wrszackich (zarazem najwyższy punkt Wojwodiny) to Gudurički vrh (641 m n.p.m.) w grupie Lisičija glava razem z kulminacjami Vršački vrh (590 m) i Donji Vršišor (463 m). Inne wyższe wzniesienia to Vršačka kula (399 m), Turska glava (402 m) i Đakov vrh (449 m). 
Porośnięte lasami liściastymi z dużym udziałem lipy. Od 1982 obszar ochrony przyrody o powierzchni 4,177 ha.